# Pocahontas
Pocahontas sau „ Matoaka” (n. 1595 în Virginia - d. 21 martie 1617 în portul Gravesend la sud-est de Londra) a fost o femeie amerindiană, cunoscută pentru interacțiunea ei cu coloniștii. Pacahontas înseamnă „răsfățata, jucăușa”. Pocahontas a fost fiica căpeteniei amerindiene Powhatan-Sachem și mediatoare între englezi și tribul ei din colonia Virginia America de Nord. După povestirile căpitanului englez „John Smith”, ea i-ar fi salvat viața prin intervenția sa personală, când tatăl ei voia să-l ucidă. În 1613 englezii au ademenit-o pe corabie, la început a fost ținută ca ostatică, ulterior va fi creștinată și botezată ca „Prințesa Rebeca”. În 1614 se va căsători cu plantatorul John Rolfe, datorită inteligenței sale este simpatizată fiind recunoscută ca prințesă indiană la curtea regelui Iacob I al Angliei. Datorită intervenției ei, va scăpa cu viață soțul ei învinuit de trădare de țară. La întoarcerea din Anglia, Pocahontas (Rebecca Rolfe) a murit în portul englez Gravesenddin din cauza unei pneumonii sau tifos. În Cupola Capitoliului din Washington există o pictură care prezintă botezarea ei.

## Pocahontas în literatură și muzică
Literatură

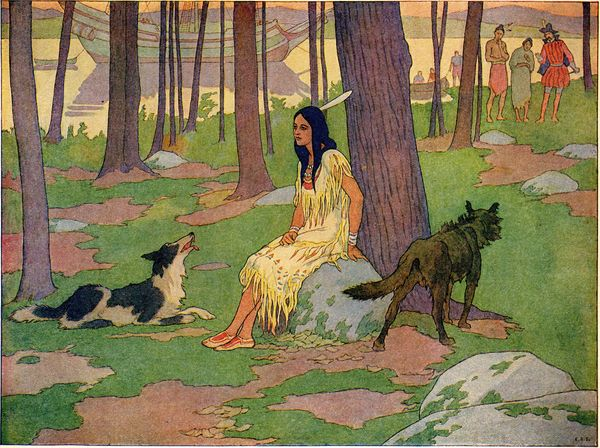
Ilustrație cu Pocahontas din 1906 (Elmer Boyd Smith)

- scriitorul german „Arno Otto Schmid” (1914-1979) amintește prințesa în nuvela sa de povestiri „Seelandschaft mit Pocahontas“ (1955) (în traducere „Peisaje maritime cu Pocahontas”)
- John Esten Cooke în „My Lady Pocahontas“ prezintă biografia ei

Muzică
- John Davenport și Eddie Cooley dedică compoziția muzicală „Fever“ căpitanului Smith și prințesei indiene
- Neil Young denumește „Pocahontas“ șlagărul care devine renumit

Filme
- 1995 - Pocahontas (Disney)
- 1995 - Pocahontas: The Legend cu Sandrine Holt ca Pocahontas
- 1999 - Pocahontas 2: Călătorie într-o lume nouă (Walt Disney)
- 2005 - The New World (Warner Bros. Pictures)